# Кущи (Цалкский муниципалитет)
Кушчи (груз. კუშჩი)деревня, расположенная в Цалкском муниципалитете Грузии. Население деревни 893 жителя (Среди которых по данным на 2002 год 427 мужчин и 466 женщин). 98 % населения составляют армяне. 